# Theridion posticatum
Theridion posticatum là một loài nhện trong họ Theridiidae.
Loài này thuộc chi Theridion. Theridion posticatum được Eugène Simon miêu tả năm 1900.